# غورونتالو
مقاطعة غورونتالو (بالإندونيسية: Gorontalo)‏، هي إحدى مقاطعات إندونسيا الواقعة على جزيرة سولاوسي. وعاصمتها غورونتالو. تأسست بتاريخ 5 ديسمبر عام 2000.

## الجغرافيا

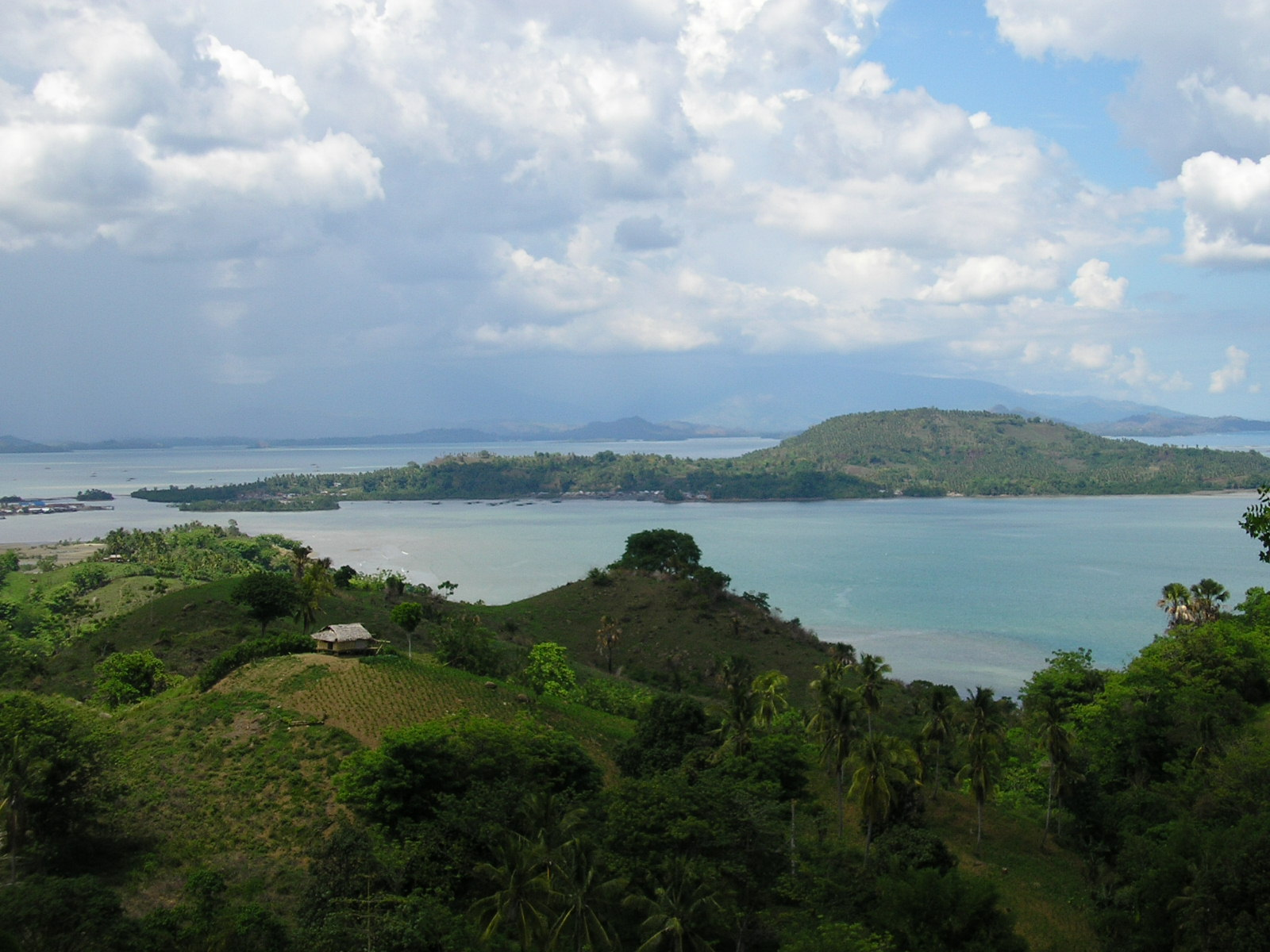
منطقة كواندانغ.

تمتد غورونتالو على الذراع الشمالية لشبه جزيرة ميناهاسا في جزيرة سولاوسي. للمقاطعة شكل متطاول حيث تمتد على خريطة بمنحى أفقي تقريباً من الغرب للشرق وتبلغ مساحتها الكلية 11,257.07 كـم2 (4,346.38 ميل2). ويمتد بحر سيليبس باتجاه شمالي المقاطعة، أما خليج غورونتالو أو المعروف باسم خليج توميني فيمتد باتجاه جنوبها. كانت مقاطعة غورونتالو في الفترة قبل سنة 2000م جزءاً من مقاطعة سولاوسي الشمالية والواقعة على الحدود الشرقية. تحدها مقاطعة سولاوسي الوسطى من جهة الغرب.
المقاطعة منخفضة نسبياً (0—40o) من الناحية الطوبوغرافية فيتراوح ارتفاعها ما بين 2,400 م (7,900 قدم) فوق مستوى سطح البحر. يبلغ طول الشريط الساحلي أكثر من 590 كـم (370 ميل). وتبلغ المساحة البحرية الكلية للمقاطعة أكثر من 50,500 كـم2 (19,500 ميل2) باحتساب المنطقة الاقتصادية الخالصة شمالاً حيث تقع الفلبين على الحدود. وتنتشر بعض الجزر الصغيرة في المناطق حول شمال وجنوب المقاطعة، ويوجد من تلك الجزر سبعة وستين جزيرة تم تعريفها وتسميتها.

## مديرية ومدينة رئيسية
تنقسم هذه مقاطعة إلى 5 مديرية و 1 مدينة رئيسية
| اسم مديرية أو مدينة رئيسية | عاصمة     | رئيس              |
| -------------------------- | --------- | ----------------- |
| مديرية بوواليمو            | تيلاموتا  | روم باجاو         |
| مديرية بوني بولانجو        | سوواوا    | حميم بأوو         |
| مديرية غورونتالو           | ليمبوتو   | دافيد بوبيهو أكيب |
| مديرية غورونتالو الشمالية  | كوواندانغ | إيندرا ياسين      |
| مديرية بوهوواتو            | ماريسا    | شريف مبوينجا      |
| مدينة غورونتالو            | -         | أضان دامبييا      |